# Yogi Adityanath
Yogi Adityanath, född Ajay Singh Bisht 5 juni 1972 i Pauri Garhwal, är en indisk politiker och hinduisk munk tillhörande Bharatiya Janata Party (BJP). Sedan 19 mars 2017 är han Uttar Pradeshs chefsminister. Han har beskrivits som pro-hindutva.